# 菅原橋交差点

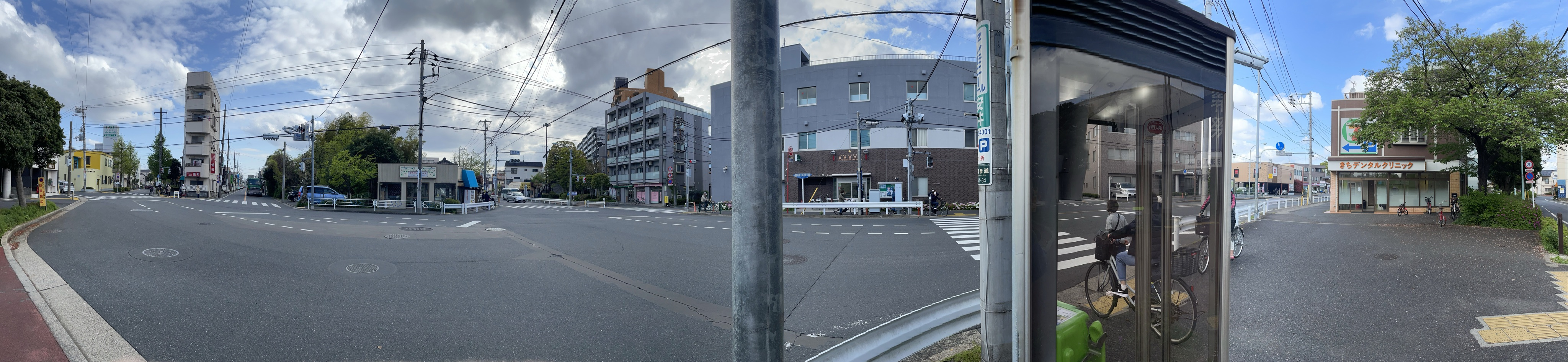
菅原橋交差点

菅原橋交差点（すがわらばしこうさてん）は、東京都江戸川区にある交差点。道が多く交わり、11叉路になっている。

## 構成する道
菅原橋交差点は、
- 1,6 千葉街道（国道14号[2]）
- 2,3 小松境川親水公園沿いの街道
- 4,9 鹿骨（ししぼね[2]）街道
- 5,10  仲井掘通り
- 7  旧上八幡道
- 8  昭和初期頃の小路
- 11 同潤会通り

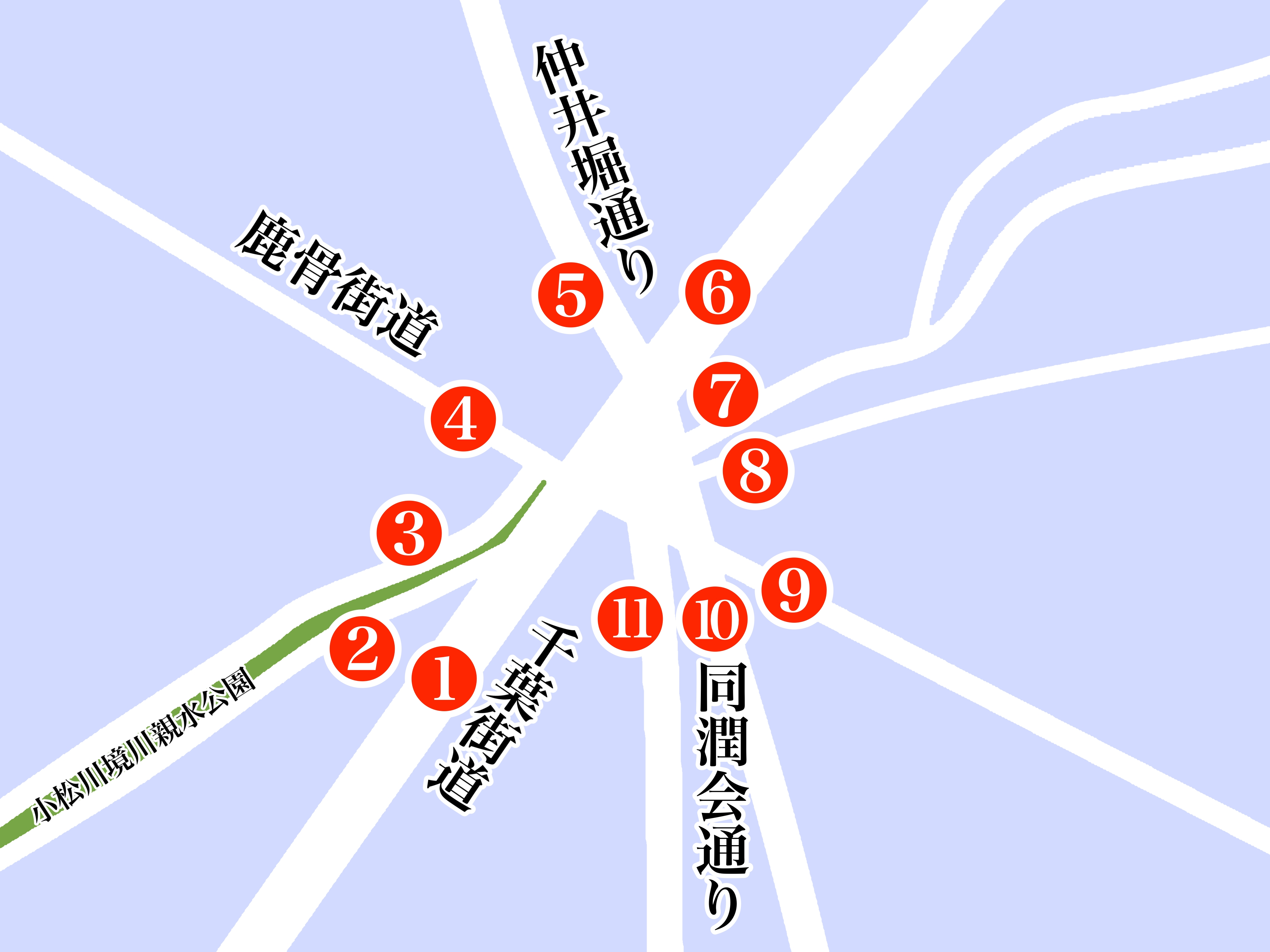
菅原橋交差点の概略図

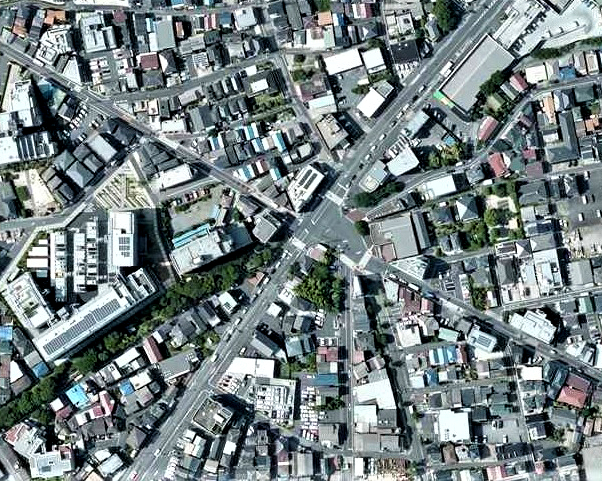
菅原橋交差点周辺の空中写真。
。（2019年6月26日撮影の画像を使用作成。）

によって構成される（番号は概略図による）。2,3の小松境川親水公園沿いの街道と8の昭和初期頃の小路は、自動車での通行は不可となっている。交差点の千葉街道に面する菅原橋交番を紹介している警視庁のホームページでは、交差点を「変則の七差路交差点」としている。

## 歴史
菅原橋交差点がある場所は、江戸時代には現在の千葉街道しか街道は存在しなかった。1805年（文化2年）の「葛西御場絵図（かさいごじょうえず）」では、「中井堀」に架かる「元佐倉道中（現・千葉街道）」の橋に「菅原大ハシ」の名が確認できる。「菅原橋」の名は、菅原道真を祀る天満宮（現・本一色北野神社）に由来する。中井堀は小合溜井を水源とし、新川に達する灌漑用水であった。
1905年（明治38年）の地図には、笹ヶ崎（北篠崎）を経て葛飾八幡宮に至る「上八幡道」が記されている。また、小松川境川（現・小松川境川親水公園）の支流の末端が菅原橋に入り込んでいる様子も確認できる。1928年（昭和3年）に新小岩駅が開業すると、1932年頃には総武線を跨いで上小松町・上平井町への道が整備され、その数年後には「鹿骨街道」が直線に整備された。
関東大震災後、財団法人同潤会により松江村に住宅街が形成され「同潤会通り」が通された。 この通りの北端は河原道（千葉街道の中央3丁目から篠崎に至る古道）に接続していたが、1954年（昭和29年）頃に菅原交差点まで延長され接続した。また、中井堀は徐々に暗渠化し、1970年代前半には「仲井掘通り」の現在の姿になった。新しい道がつくられていった一方で、旧道がそのまま残されたため、現況のような複雑な交差点になったと言える。

## 交通
古くから交通の要衝で、交通量は比較的多い。徒歩で交差点を1周するには5つの横断歩道を渡る必要がある。複雑な交差点ゆえに事故を懸念する声もあるが、事故は少ないという。交差点には小岩警察署の菅原橋交番があり、交通違反の指導取締に注力している。